# Грдовци
Грдовци (мкд. Грдовци) су насеље у Северној Македонији, у источном делу државе. Грдовци су у саставу општине Кочани.

## Географија
Грдовци су смештени у источном делу Северне Македоније. Од најближег града, Кочана, насеље је удаљено 5 km јужно.
Насеље Грдовци се налази у историјској области Кочанско поље, у средишњем делу поља. Стога је сеоски атар равничарски и добро обрађен. Непосредно јужно од насеља протиче река Брегалница. Надморска висина насеља је приближно 330 метара. 
Месна клима је континентална.

## Становништво
Грдовци су према последњем попису из 2002. године имали 1.288 становника.
Претежно становништво у насељу су етнички Македонци (99%).
Већинска вероисповест месног становништва је православље.